# Condylostylus pruinifrons
Condylostylus pruinifrons är en tvåvingeart som beskrevs av Octave Parent 1929. Condylostylus pruinifrons ingår i släktet Condylostylus och familjen styltflugor. Inga underarter finns listade i Catalogue of Life.